# Robert Maudsley
Robert John Maudsley, född 26 juni 1953 i Speke i Liverpool, är en engelsk seriemördare. Han är dömd för att ha mördat fyra personer mellan 1974 och 1978, han begick ett av dessa mord under sin tid som patient på mentalsjukhuset Broadmoor Hospital och ytterligare två under sin tid som intern på Wakefieldfängelset. Sedan Ian Bradys död 2017 är han den fånge i Storbritannien som suttit längst tid i fängelse.

## Biografi
Robert Maudsley blev omhändertagen av sociala myndigheter redan som 1-åring och placerades på ett barnhem tillsammans med sina tre äldre syskon sedan föräldrarna visat sig oförmögna att ta hand om barnen. Som 8-åring skickades syskonen tillbaka till föräldrarna, som utsatte barnen för grovt fysiskt och psykiskt våld. Efter bara ett år hos föräldrarna omhändertogs Robert återigen av de sociala myndigheterna, av oklar anledning lämnades dock de andra syskonen kvar hos föräldrarna, och tillbringade de följande åren i ett flertal olika fosterfamiljer. Som 16-åring rymde han till London där han snart hamnade i ett drogmissbruk och började prostituera sig för att få ihop pengar till droger.
1974 garrotterade han ihjäl en av sina kunder, en man vid namn John Farrell. Maudsleys förklaring till detta var att Farrell hade visat honom bilder på barn som han hade förgripit sig på, vilket hade gjort honom mycket upprörd. Maudsley bedömdes inte vara mentalt förmögen att genomgå en rättegång utan internerades istället på mentalsjukhuset Broadmoor Hospital i Crowthorne på livstid. Där torterade han 1977 tillsammans med en annan intagen ihjäl en annan patient vid namn David Francis. Rykten uppstod efter detta att Maudsley skulle ätit en bit av Francis hjärna med en sked som han hade slipat vass, men bevis för detta saknas. Denna gång bedömdes Maudsley vara mentalt kapabel att genomgå en rättegång. Han dömdes för dråp och placerades på Wakefieldfängelset i Wakefield. Där högg han 1978 ihjäl ytterligare två medfångar, Salney Darwood och William Roberts, på en och samma dag. För detta dömdes han till livstids fängelse. Han kommer aldrig att kunna bli villkorligt frigiven.
Maudsley anses än idag vara så pass farlig att han inte tillåts interagera med andra fångar. Sedan 1983 tillbringar 23 timmar om dygnet i en specialbyggd isoleringscell under Wakefieldfängelset som är byggd enbart för honom och bevakas av vakter dygnet runt.
Historien om Robert Maudsley är en av inspirationskällorna till karaktären Hannibal Lecter.

## Mord
- John Farrell, 30 år. Mördad den 14 mars 1974.
- David Francis, 26 år. Dömd för sexuella övergrepp mot barn. Mördad den 26 februari 1977.
- Salney Darwood, 46 år. Dömd till livstids fängelse för mord på sin fru. Mördad den 29 juli 1978.
- William Roberts, 56 år. Dömd till 7 års fängelse för sexuella övergrepp mot barn. Mördad den 29 juli 1978.